# CIS 50MG重機槍
CIS 50MG（現稱：STK 50MG）是一款由新加坡國防企業新加坡特許工業公司（現改稱為新加坡科技動力）在1980年代後期自主研發和生產的氣動式操作、氣冷及彈鏈供彈式重機槍，發射12.7×99毫米（.50 BMG）北約口徑制式步枪子彈。

## 歷史
CIS 50MG重機槍是因應新加坡國防部（英語：Ministry of Defence，簡稱：MINDEF）需要取代舊型號的12.7毫米口徑白朗寧M2HB重機槍的要求而研發，然後在新加坡武裝部隊的各個部隊的服役。
CIS 50MG重機槍的設計目的是一挺全新的重機槍的設計，發射與白朗寧M2HB重機槍相同.50口徑步枪子彈彈種，而且有充足的槍械零件以便更容易從新加坡武裝部隊的角度緩和物流和供應鏈兩方面的緊張。

## 設計細節

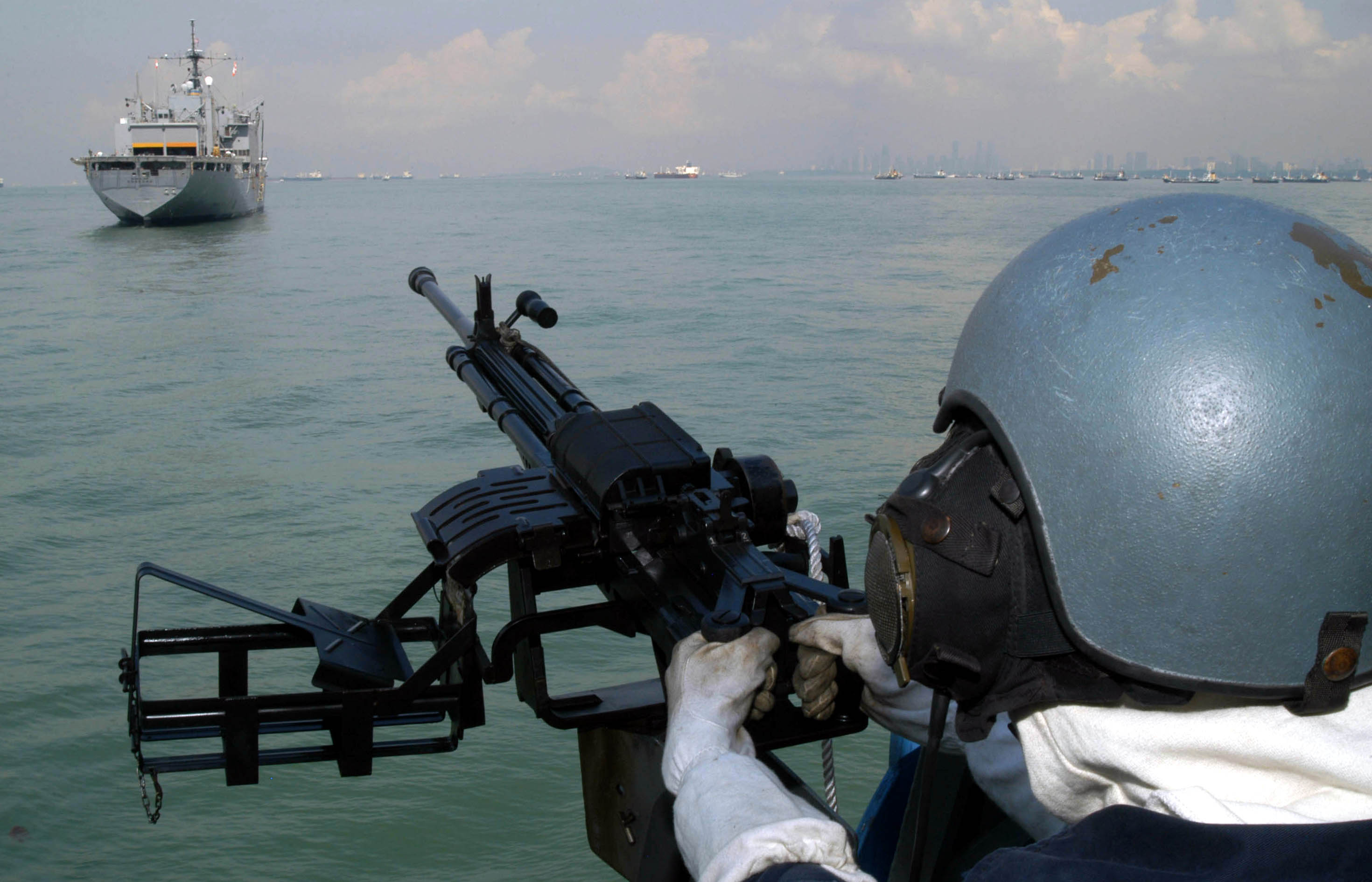

新加坡特許工業公司的工程師們從美國研發失敗的“多佛惡魔通用重機槍”（英語：Dover Devil General Purpose Heavy Machine Gun，簡稱：Dover Devil GPHMG）計劃的經驗教訓，建立適合現代戰術理論和生產技術的新型模塊化武器。經過兩年的開發和測試階段以後，新加坡特許工業公司在1988年推出了新型12.7毫米重機槍，並且將其恰當地命名為CIS 50MG。
CIS 50MG是一挺氣動式操作、氣冷及彈鏈供彈式武器，這機槍採用雙氣動活塞操作，並將兩根導氣管安裝在槍管的兩側。槍管通過具有多個徑向鎖耳（英語：Lug）的轉拴式槍栓閉鎖，在進入槍管後端的閉鎖槽內直接閉鎖，消除了頂空調整的需要。CIS 50MG也裝有一根可以快速拆卸的槍管，配備一個與槍管整合了的提把，即使不需要戴上隔熱石棉手套也可以在作戰或是實戰演習在情況下很方便地更換過熱或損毀的槍管。
CIS 50MG並採用了與Ultimax 100轻机枪相同的恆定後坐（英語：Constant Recoil）機匣運作原理，採用加長的機匣和復進簧，使槍機組後座行程大輻度加長。這槍機的優點是令射速和後座力比其他重機槍為低，相對地精度也較高；而缺點亦是射速比其他重機槍為低（甚至比白朗寧M2HB重機槍更低），而低射速武器安裝在载具（例如直升機或船隻）上使用時的效果較低。
CIS 50MG的一個獨特的功能就是它的雙向彈鏈供彈系統，該系統讓這機槍快速和容易的轉換發射彈藥。例如由原來發射標準圓頭實心彈改為發射另一邊的Mk 211 Mod 0高爆燃燒穿甲彈（英語：High Explosive Incendiary Armor Piercing，簡稱：HEIAP）或是脫殼式輕型穿甲彈（英語：Saboted Light Armor Penetratorg，簡稱：SLAP），後者具有在1公里（0.62英里）的範圍內貫穿板厚為25毫米（0.98英吋）軋壓均質裝甲破壞力。
這種系統在現代化機炮，例如M242“巨蝮式”25毫米鏈炮和Mk 44“巨蝮二式”30毫米鏈炮上亦是常見，這兩者都裝在新加坡陸軍的兩代波尼克斯裝甲戰鬥車（英語：Bionix，簡稱：BX）上使用。

## 使用國
| 國家       | 組織名稱                                                              |
| ---------- | --------------------------------------------------------------------- |
| 印度尼西亞 | 印尼武裝部隊（由PT Pindad於1994年開始授權生產，命名為Pindad SMB-QCB） |
| 马来西亚   | 馬來西亞武裝部隊                                                      |
| 奈及利亞   |                                                                       |
| 新加坡     | 新加坡武裝部隊                                                        |
| 新加坡     | 警察海岸保卫处                                                        |